# Natalie Grandin
Natalie Grandin (East London, 27 febbraio 1981) è un'ex tennista sudafricana.

## Carriera
In singolare non è mai riuscita a superare le qualificazioni nei tornei del Grande Slam, e gli unici tornei che è riuscita a vincere sono tre Itf.

In doppio ha ottenuto migliori risultati: ha raggiunto i quarti di finale agli Australian Open 2011 e nel WTA Tour è arrivata dieci volte in finale conquistando un titolo. Il 14 maggio 2012 raggiunge la migliore posizione in classifica con il 22º posto.

In Fed Cup ha giocato 51 partite con un record di 33 vittorie e 18 sconfitte.

## Statistiche

### Doppio

#### Vittorie (1)
| Legenda: Prima del 2009 | Legenda: Dal 2009     |
| ----------------------- | --------------------- |
| Grande Slam (0)         |                       |
| WTA Championships (0)   |                       |
| Tier I (0)              | Premier Mandatory (0) |
| Tier II (0)             | Premier 5 (0)         |
| Tier III (0)            | Premier (0)           |
| Tier IV & V (0)         | International (1)     |

| No. | Data              | Torneo                  | Superficie | Partner            | Avversarie in finale            | Punteggio   |
| 1.  | 25 settembre 2011 | Hansol Korea Open, Seul | Cemento    | Vladimíra Uhlířová | Vera Duševina Galina Voskoboeva | 7–6(5), 6-4 |

#### Finali perse (11)
| Legenda: Prima del 2009 | Legenda: Dal 2009     |
| ----------------------- | --------------------- |
| Grande Slam (0)         |                       |
| WTA Championships (0)   |                       |
| Tier I (0)              | Premier Mandatory (0) |
| Tier II (0)             | Premier 5 (1)         |
| Tier III (3)            | Premier (0)           |
| Tier IV & V (1)         | International (6)     |

| No. | Data              | Torneo                                     | Superficie  | Partner            | Avversarie in finale                      | Punteggio           |
| 1.  | 26 settembre 2005 | Hansol Korea Open, Seul                    | Cemento     | Jill Craybas       | Chan Yung-jan Chuang Chia-jung            | 6–2, 6–4            |
| 2.  | 11 settembre 2006 | Commonwealth Bank Tennis Classic, Bali     | Cemento     | Trudi Musgrave     | Lindsay Davenport Corina Morariu          | 6–3, 6–4            |
| 3.  | 9 ottobre 2006    | PTT Bangkok Open, Bangkok                  | Cemento     | Mariana Díaz Oliva | Vania King Jelena Kostanić                | 7–5, 2–6, 7–5       |
| 4.  | 10 settembre 2007 | Commonwealth Bank Tennis Classic, Bali (2) | Cemento     | Jill Craybas       | Ji Chunmei Sun Shengnan                   | 6–3, 6–2            |
| 5.  | 4 gennaio 2010    | ASB Classic, Auckland                      | Cemento     | Laura Granville    | Cara Black Liezel Huber                   | 7–6(4), 6–2         |
| 6.  | 26 settembre 2010 | Hansol Korea Open, Seul (2)                | Cemento     | Vladimíra Uhlířová | Julia Görges Polona Hercog                | 6–3, 6–4            |
| 7.  | 21 maggio 2011    | Internationaux de Strasbourg, Strasburgo   | Terra rossa | Vladimíra Uhlířová | Akgul Amanmuradova Chuang Chia-jung       | 6–4, 5–7 [10–2]     |
| 8.  | 25 aprile 2011    | Barcelona Ladies Open, Barcellona          | Terra rossa | Vladimíra Uhlířová | Iveta Benešová Barbora Záhlavová-Strýcová | 5–7, 6–4, [11–9]    |
| 9.  | 10 luglio 2011    | Hungarian Grand Prix, Budapest             | Terra rossa | Vladimíra Uhlířová | Anabel Medina Garrigues Alicja Rosolska   | 6–2, 6-2            |
| 10. | 21 agosto 2011    | Western & Southern Open, Cincinnati        | Cemento     | Vladimíra Uhlířová | Vania King Jaroslava Švedova              | 4-6, 6-3, [9-11]    |
| 11. | 26 maggio 2012    | Internationaux de Strasbourg, Strasburgo   | Terra rossa | Vladimíra Uhlířová | Klaudia Jans-Ignacik Ol'ga Govorcova      | 7–6(4), 6–3, [3–10] |